# Tragedia del carnaval de Oruro de 2018
La tragedia del carnaval de Oruro de 2018 se refiere a un acontecimiento ocurrido la tarde del sábado 10 de febrero en la ciudad boliviana de Oruro durante las celebraciones de los carnavales de febrero. El accidente dejó como saldo ocho personas fallecidas y entre 40 a 43 heridos.

## Hechos
Durante las celebraciones del carnaval de Oruro (denominado patrimonio de la humanidad por la UNESCO), un artefacto en primer momento desconocido explotó cuando los danzantes y el público en general se encontraban en una concurrida calle de la ciudad. Algunos heridos de gravedad tuvieron que ser evacuados de emergencia a La Paz. El comandante departamental de la Policía Nacional, Romel Raña, informó que entre los fallecidos se encontraron a tres niñas y un niño. Por otra parte el subcomandante de la policía de Oruro, Freddy Betancourt, explicó que el suceso se dio alrededor de las 18:45 horas (hora local).

## Causas e investigación
El origen del suceso aún es tema de investigación, aunque la policía maneja la hipótesis de que en algún puesto ambulante de comida del lugar la manguera de la bomba de gas se encontraba muy desgastada por el constante roce con el aceite de cocina utilizado, y que al momento de la ruptura de la manguera se habría iniciado una fuga y posterior explosión por el contacto con el fuego. Esta primera teoría ha sido puesta en duda por algunas personas presentes en el lugar.